# Max Bravmann
Max Meier Bravmann (Eppingen, 3 luglio 1909 – New York, 16 settembre 1977) è stato un islamista tedesco statunitense.

## Biografia
Figlio dei devoti israeliti Samuel Bravmann (Unteraltertheim, 26 giugno 1880 - Heidelberg, 28 maggio 1958) - docente di religione presso la scuola per anziani di Eppingen e Chazan della comunità ebraica di Eppingen - e Regina Ettlinger (Eppingen, 25 marzo 1882 - Gerusalemme, 1º giugno 1945), Max Bravmann studiò nel 1918 nel Realgymnasium di Eppingen, e nel 1923 si trasferì nella scuola secondaria di Heilbronn, dove si diplomò nel 1927. Da quell'anno al 1932 affrontò studi di Filologia semitica, Assiriologia e Filosofia all'Università di Breslavia. Allo stesso tempo effettuò studi rabbinici presso il Jewish Theological Seminary di Breslavia e divenne rabbino.
Conseguì il suo diploma di laurea nel 1932 con Carl Brockelmann. 
Nel 1932-33 Max Bravmann divenne Assistente universitario presso l'Orientalischen Institut della Universität Gießen. 
Non essendogli consentito - in quanto ebreo - proseguire il suo lavoro dalle disposizioni della Germania nazista, Bravmann emigrò nel 1934 in Palestina, dove divenne Assistente nella Università ebraica di Gerusalemme. 
Essendogli preclusa ogni possibilità di salire in cattedra in quell'importante Ateneo, emigrò negli USA nel 1951 e prese a insegnare nella prestigiosa Columbia University di New York, diventando presto professore ordinario.

## Opere scelte
- Materialien und Untersuchungen zu den phonetischen Lehren der Araber. Göttingen, 1934 (gleichzeitig Dissertation der Universität Breslau 1932)
- Studies in arabic and general syntax. Institut français d’archéologie orientale, Il Cairo, 1953
- The arabic elative. A new approach. Leiden, 1968
- The spiritual background of early Islam: studies in ancient arab concepts. Leiden, 1972 The Spiritual Background of Early Islam: Studies in Ancient Arab Concepts - Me�r Max Bravmann - Google Books